# Coming for You
Coming for You — сингл американской рок-группы The Offspring. Он был представлен на Radio Contraband 30 января 2015 года, и в тот же день было выложен клип на песню, а сингл стал доступным для скачивания. «Coming for You» — первая песня, выпущенная The Offspring со времен Days Go By (не считая кавер-альбома Summer Nationals, вышедшего в 2014 году). Сингл занял первую строчку Hot Mainstream Rock Tracks (такой же успех показал сингл 1997 года «Gone Away»), а также вошёл в топ-20 Alternative Songs и топ-25 Hot Rock Songs.
Изначально не было известно, является ли сингл предвестником нового (десятого) студийного альбома группы, но позже Декстер Холланд, фронтмен группы, в твиттере написал, что альбом ещё не записан. Песня вошла в альбом Let the Bad Times Roll, вышедший 16 апреля 2021 года.
Песня стала главной темой шоу Elimination Chamber 2015, проводимого WWE.

## Клипы
Вместе с песней вышло видео, где группа выступает в различных клубах и фестивалях по всему миру; иногда выступления прерываются чередой выстрелов. Официальное видео было выпущено 18 марта 2015 года.

## Рецензии
Сайт Zumic.com положительно отзывается о песне. Обозреватель Франческо Марано описывает «Coming for You» как «панк-гимн в среднем темпе» с «агрессивными гитарными аккордами». Также он пишет, что «жирные бас-партии звучат очень сильно, а ударник Пит Парада за ударной установкой беспощаден. В целом песня звучит живо и свежо, что показывает, что группа до сих пор может сочинять сильные панк-гимны» (англ. thick bass lines are strong, and drummer Pete Parada’s power behind the kit is relentless. The tune sounds fresh and alive, and proves that the band can still deliver high energy punk anthems).

## Чарты
| Чарт (2015)                                  | Высшая позиция |
| -------------------------------------------- | -------------- |
| Канада (Billboard Rock)                      | 2              |
| США (Billboard Hot Rock & Alternative Songs) | 22             |
| США (Billboard Rock & Alternative Airplay)   | 7              |
| США (Billboard Alternative Airplay)          | 16             |
| США (Billboard Mainstream Rock)              | 1              |

| Чарт (2015)                     | Позиция |
| ------------------------------- | ------- |
| Billboard Alternative Songs     | 48      |
| Billboard Hot Rock Songs        | 85      |
| Billboard Mainstream Rock Songs | 18      |
| Billboard Rock Airplay Songs    | 29      |

## Участники записи
- Декстер Холланд — вокал, ритм-гитара, бас-гитара (в альбомной версии)
- Нудлз — соло-гитара, бэк-вокал
- Грег К. — бас-гитара, бэк-вокал (участвовал только в версии 2015 года)
- Джош Фриз — ударные